# Port Lotniczy Kobe
Port Lotniczy Kobe (jap. 神戸空港 Kōbe Kūkō) – port lotniczy położony na sztucznej wyspie 8 km na południe od Kobe, w Japonii. Uroczyste otwarcie portu miało miejsce 16 lutego 2006. 

## Linie lotnicze i połączenia
- All Nippon Airways (Kagoshima, Niigata, Okinawa, Sapporo-Chitose, Sendai, Tokio-Haneda)
- Japan Airlines (Kagoshima, Kumamoto, Okinawa, Sapporo-Chitose, Sendai, Tokio-Haneda)
- Skymark Airlines (Tokio-Haneda)